# 23 novembre dans les chemins de fer
23 octobre 23 décembre
Chronologies thématiques
- Croisades
- Sports
- Disney

Cette page concerne les événements qui se sont déroulés un 23 novembre dans les chemins de fer.

## Événements

### XXesiècle
- 1908 : en Norvège, inauguration de la ligne d'Arendal entre Nelaug et Arendal.
- 1911 : en France, en Maine-et-Loire, à Montreuil-Bellay, un train de la ligne Angers - Poitiers tombe dans le Thouet à la suite de l'écroulement d'une pile du pont enjambant la rivière (plusieurs morts)[1].
- 1971 : en France, ouverture du tronçon Charles de Gaulle - Étoile - Auber du RER A et de cette dernière station.